# Александар Ракић
Александар Ракић (Беч, 6. фебруар 1992) аустријски је ММА борац српског порекла. Тренутно се такмичи у тешкој категорији у оквиру америчке организације UFC. Такође се такмичио у оквиру организације FFC за Аустрију.

## Биографија
Рођен је 6. фебруара 1992. у српској породици у Бечу. Као дете је играо фудбал. Међутим, био је агресиван све до тачке када је избачен из тима. Почео је да тренира кик-бокс и бокс када је имао 12 година, а своју прву борбу је имао са 14. До своје 20. године, када је прешао на мешовите борилачке вештине (ММА) због новог изазова, акумулирао је преко 40 борби. Радио је у хотелу да би се издржавао током тренинга.